# Engrais vert

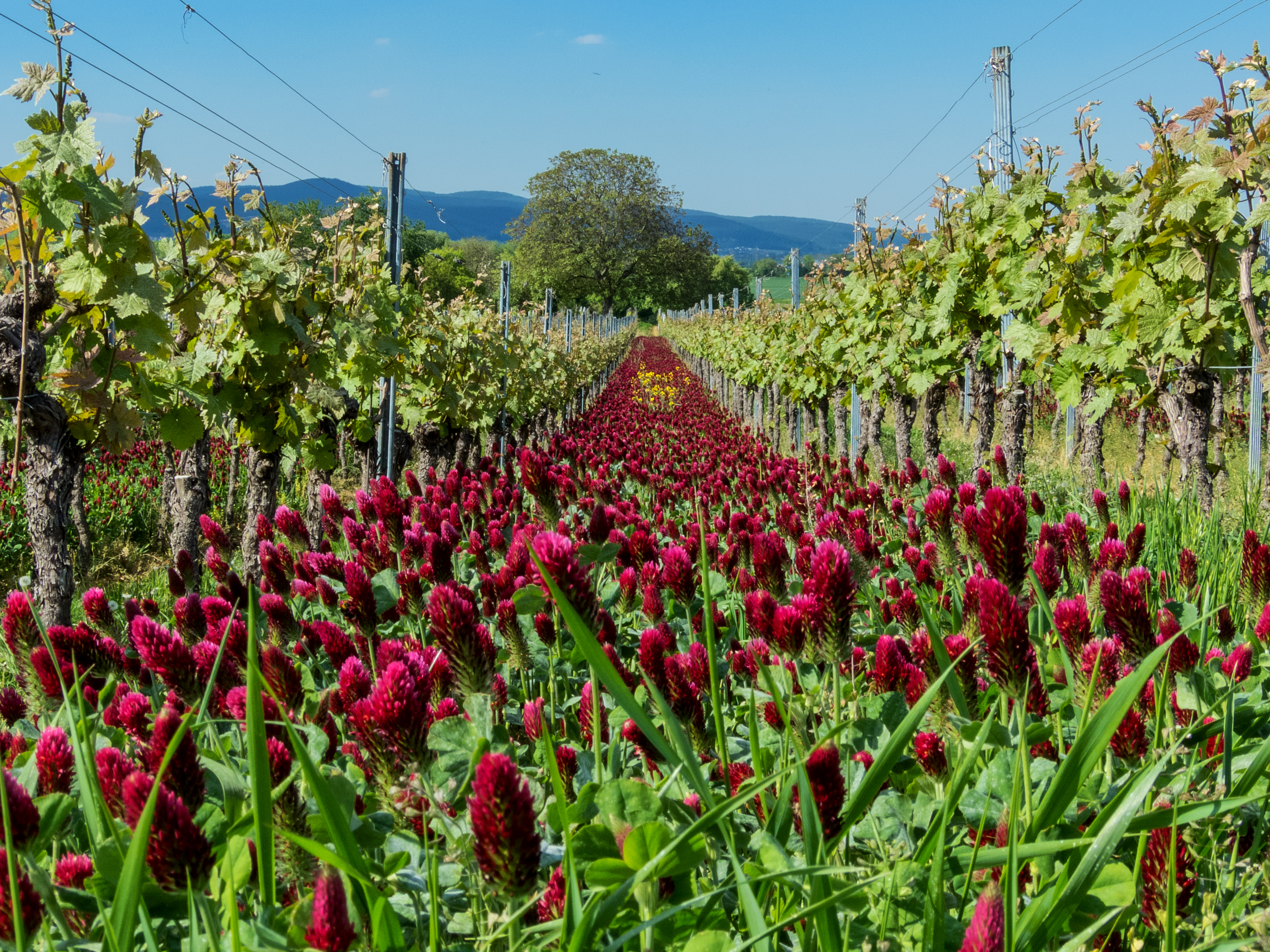
Engrais vert (mélange à base de trèfle incarnat) dans une vigne. Rhénanie-Palatinat, 2020

Un engrais vert est une culture en couverture du sol en agriculture de conservation destinée, soit à être enfouie à l'état vert sur place par un labour (ou sans labour en technique culturale simplifiée, afin d'éviter la battance et de préserver le complexe argilo-humique), soit laissée sur place comme paillis protecteur de la culture suivante, pour améliorer la structure du sol et sa fertilité,. Les plantes utilisées en engrais vert continuent d'améliorer le sol au moment de la pousse des cultures principales en améliorant la perméabilité et limitant l’érosion hydrique, en réduisant la multiplication des adventices et les besoins en intrants chimiques, ainsi qu'en fixant l'azote et en apportant du carbone. Elle peut comporter une ou plusieurs espèces de plantes. C'est une technique agricole ancestrale, aux fonctions auxiliaires multiples, pratiquée par un agriculteur, un maraîcher ou un jardinier.

## Rôle environnemental
En agriculture conventionnelle, l'engrais vert limite le recours aux intrants minéraux. C'est une des pratiques de base de l'agriculture biologique où les engrais inorganiques de synthèse sont interdits et l'usage des fertilisants importés restreint. Les engrais organiques permettent de protéger, stimuler ou améliorer la qualité du sol et sa fertilité, notamment à travers l'élaboration du complexe argilo-humique et l'activation biologique du sol. Elle permet également de limiter les populations d'adventices.

### En maraîchage
Il permet de réparer rapidement et de fertiliser le sol après l'exportation importante de biomasse produite en un temps réduit. Il permet aussi de stimuler l’activité biologique, de protéger les cultures en facilitant la maîtrise des adventices. C'est un élément important de la protection sanitaire des cultures.

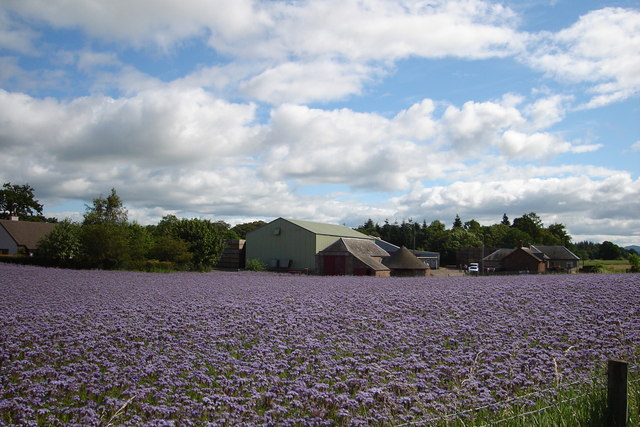
Phacélie en fleur. Cet engais vert, un des plus utilisés en grande culture car gélif, est de plus une excellente plante mellifère.

### En grande culture
En culture de plein champ, en grande culture, il permet de limiter l'érosion, d'améliorer la structure du sol, d'augmenter parfois le taux d'humus et de réduire une éventuelle compaction. Dans le cas de compaction on utilise plutôt des plantes à enracinement profond (crucifères). Les légumineuses (trèfles, féverolles) laissent des reliquats azotés importants. Des plantes fourragères sont aussi utilisées dans ce type de culture, permettant éventuellement de nourrir le bétail et constituant ainsi une sécurité pour l'éleveur.
L'augmentation du taux d'humus, qui contient du carbone, contribue à limiter l'augmentation du taux de gaz carbonique dans l'atmosphère.

### En vignes et vergers
Des engrais verts sont souvent cultivés en inter rang. D'une façon générale l'enherbement de l'inter rang des plantations améliore la portance du sol et facilite le passage des machines en particulier lors des nombreux traitements phytosanitaires dont l'application doit être réalisée à un moment précis indépendamment de l'état du sol.

## Différentes catégories
L'implantation des engrais verts (et des cultures de couverture en général) est réalisée selon trois positionnements principaux :

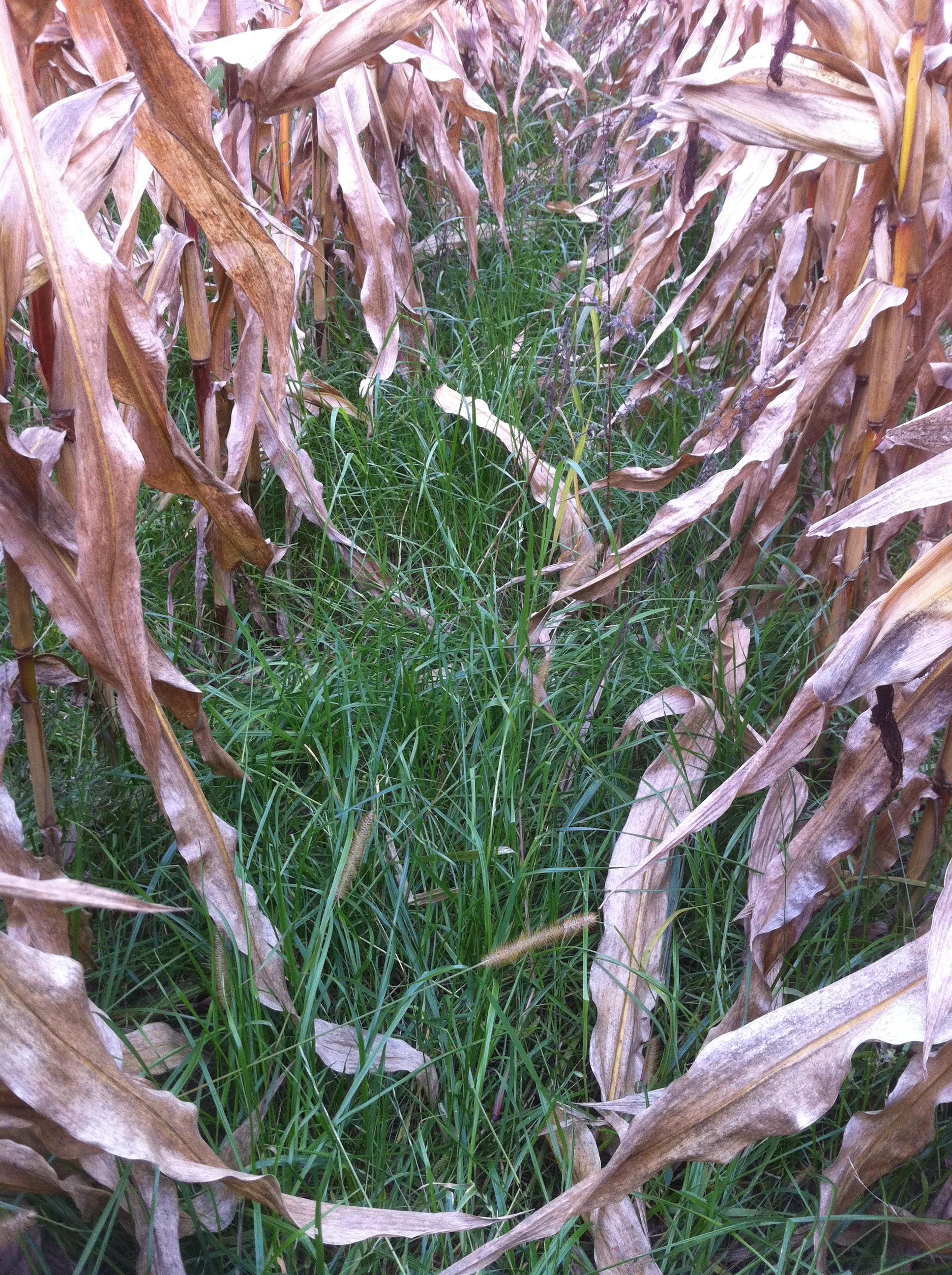
Intercalaire de ray-grass dans un champ de maïs en Montérégie (Québec, Canada).

### Culture intercalaire
Les engrais verts sont semés en même temps ou après la culture principale et entre les rangs de celle-ci. Les espèces doivent être choisies de façon à entrer le moins possible en concurrence avec la culture principale en particulier pour ce qui concerne la disponibilité de l'eau.

### Culture dérobée
Appelée aussi culture intermédiaire, une culture dérobée pousse entre deux cultures principales.

### Culture de pleine saison

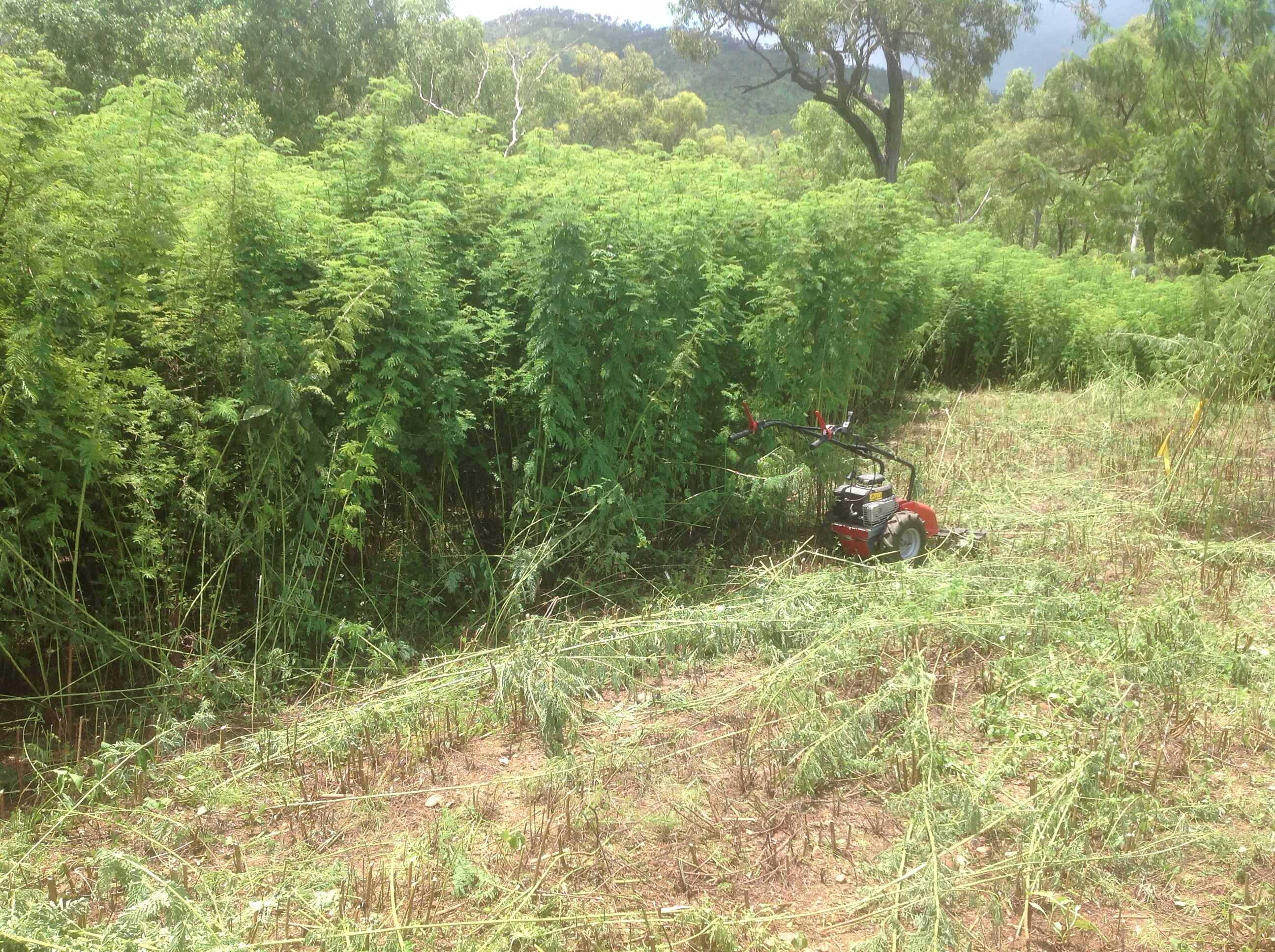
, légumineuse fourragère utilisée comme engrais vert et coupure sanitaire, cultivée en pleine saison dans les plantations de canne à sucre. Queensland, Australie.

Les engrais verts de pleine saison remplacent la culture principale pendant toute une saison et peuvent être considérés comme une jachère cultivée. Toutefois ce positionnement entraîne un manque à gagner à court terme, les engrais verts n'étant pas par destination prévus pour la vente. Ce positionnement est surtout utilisé avant l'implantation d'une culture pérenne, par exemple un verger ou la canne à sucre dont les plants sont exploités pendant 4 à 10 ans. Il permet aussi de rompre plus facilement les cycles de reproduction des adventices et parasites (coupure sanitaire, break crop (en) en anglais). Historiquement la jachère médiévale qui était la première année de la rotation triennale a évolué à l'époque moderne en jachère cultivée souvent ensemencée en trèfle ou sainfoin destinés à enrichir le sol et nourrir les animaux avant d'être finalement considérée comme une culture à part entière dans le cadre de la rotation quadriennale (Norfolk four-course system (en), Histoire de l'agriculture#Suppression de la jachère et des servitudes féodales). Cette pratique est à nouveau considérée avec intérêt dans le cadre d'agricultures à orientation écologique comme la permaculture ou l'agriculture régénératrice ainsi qu'en jardinage.

### Autres positionnements
Certaines cultures doivent être placées sous ombrage, par exemple le café d'ombre, souvent de l'arabica, le bananier ou le cacaoyer. Les parcelles doivent alors être complantées d'arbres à croissance rapide et présentant d'autres intérêts comme la fourniture d'azote à la culture principale. On utilise ainsi Paulownia tomentosa ou des légumineuses arbustives (casse du Siam) dont les feuilles fournissent un paillis riche en azote.
Les fougères du genre Azolla sont traditionnellement utilisées en position flottante dans les rizières inondées et fournissent les plants de riz en nitrates. On les qualifie aussi de biofertilisant.

## Semis

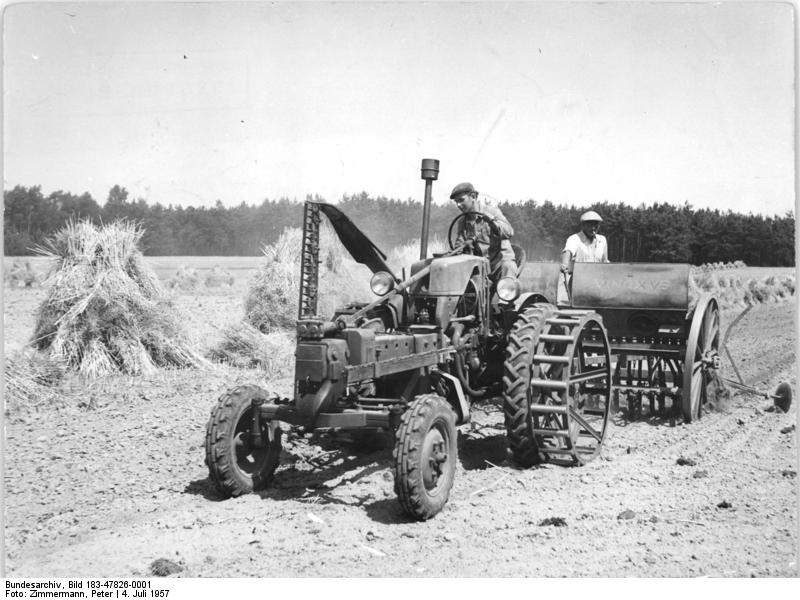
Semis d'un mélange de maïs, tournesol, vesce et lupin au semoir en ligne juste après la moisson pour profiter de l'humidité restante, dérobée éventuellement ensilée. Allemagne de l'Est, 1957.

La culture d'un engrais vert doit être peu coûteuse. Aussi les façons se réduisent souvent au déchaumage et au semis.

### Semoirs à engrais verts
Les engrais verts peuvent être semés en ligne avec un semoir à céréales ou à la volée avec un épandeur d'engrais éventuellement adapté pour les petites graines ou un mini semoir électrique mais dans ce cas il faut prévoir un passage supplémentaire pour enfouir les graines. Le plus rapide est de combiner déchaumage et semis en plaçant par exemple un semoir à la volée à l'avant du tracteur tirant la déchaumeuse. Il existe aussi des semoirs d'interrangs. L'utilisation d'un semoir en ligne permet cependant d'optimiser les conditions de levée et la dose de semences.

## Trois techniques de destruction
Les engrais verts seront détruits soit par le gel au cours de l'hiver, soit par l'agriculteur par un travail mécanique (roulage, brûlage, fauchage, hachage, labour ou autres), soit par un traitement herbicide. Lorsque l'engrais vert n'est pas incorporé immédiatement au sol il reste un paillis protecteur en surface ; l'effet fertilisant est alors en partie différé.

## Origine et usage au fil du temps
C'est une technique attestée par les Anciens. Les Grecs (Théophraste) et les Romains, (Pline, Columelle) l'utilisent couramment, avec principalement le lupin pour améliorer leurs terres particulièrement en grande culture. Dans certains vignobles, il est enfoui au pied des ceps de vigne, formé des pampres coupés pendant l'ébourgeonnement associé aux feuilles tombées après la vendange. Cette technique immémorable parvient à maintenir la fertilité des vignes pendant une longue période de temps, sans le recours à d'autres engrais.
Au XIXe siècle, l'usage des engrais verts se pratique particulièrement en Italie ainsi qu'en France dans les départements méridionaux. En Allemagne, semé assez épais, le lupin est utilisé pour ses qualités de plante tolérante à l'altitude, aux froids et aux sols acides, et se substitue avantageusement au transport de fumier impossible sur les pentes de montagne. De plus, la forte amertume tannique de l'ensemble de la plante de lupin, sa protection naturelle limitant fortement l'appétence, éloigne d'autant les ravageurs potentiels et allège la surveillance. Aux États-Unis on a d'abord utilisé comme espèce unique le trèfle mais aujourd'hui on dispose d'une gamme importante d'engrais verts pour toutes les conditions de sols et climats.

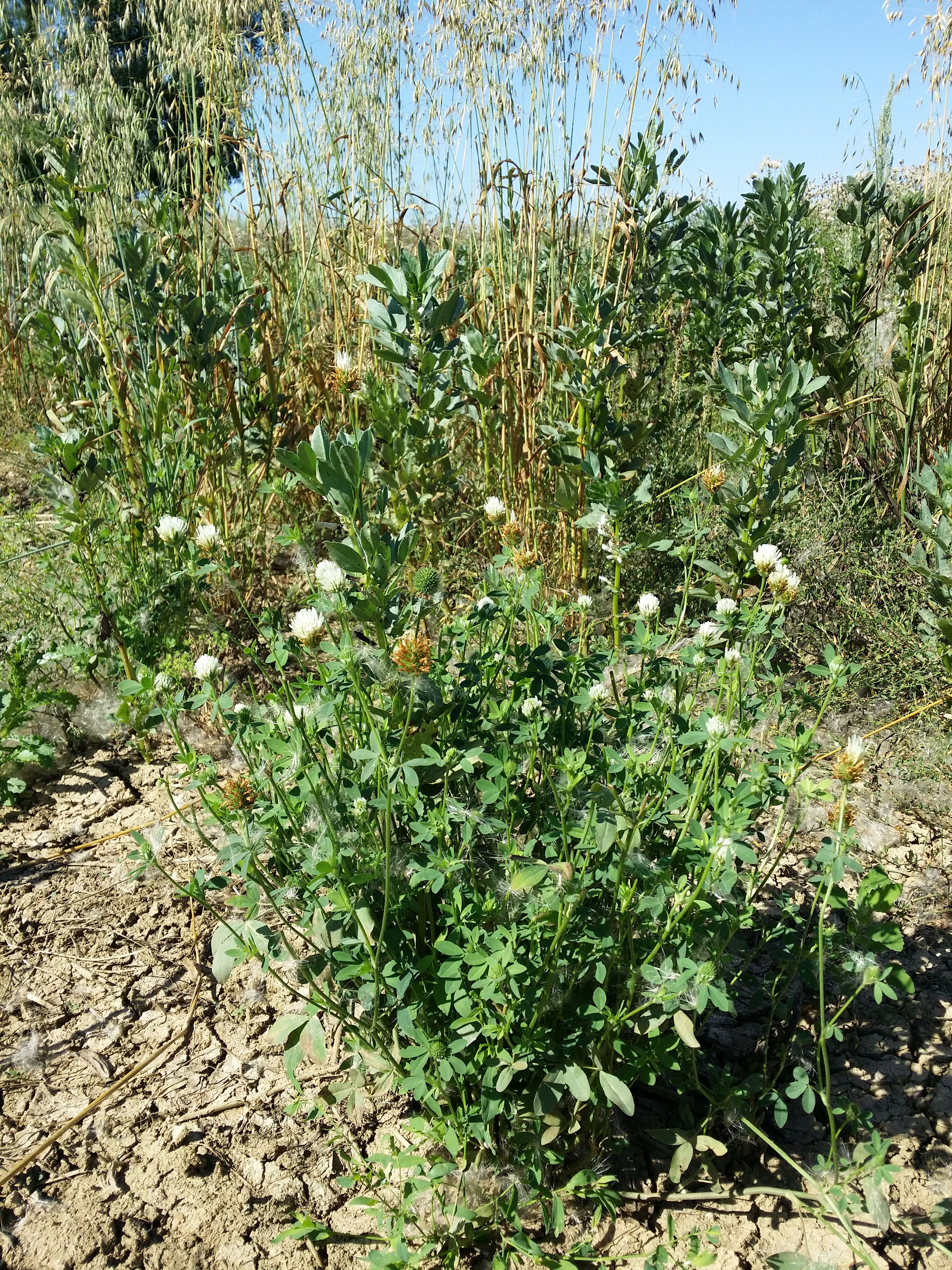
Trèfle d'Alexandrie ou bersim (au premier plan) avec féverole et avoine. Fourrage important en Afrique du Nord, il combine trois aspects intéressants en climat tempéré : fixation d'azote, facilité de destruction (gèle à -4°C), élément de sécurité fourragère. Il est cependant de rendement modéré. Autriche, 2020.

## Utilités
Les engrais verts, tels que les CIPAN, peuvent entre autres servir à améliorer le cycle nutritif, en captant des éléments nutritifs. Ceux-ci seront emmagasinés dans la biomasse de l'engrais vert ou retenus au niveau de la rhizosphère et éviteront en partie la lixiviation (parfois appelé par erreur lessivage).
Par exemple, un engrais vert de Fabaceae (autrefois appelées légumineuses) pourra pendant sa pousse, fixer l'azote de l'atmosphère et transformer celui présent dans la terre, grâce à une symbiose avec des bactéries du genre Rhizobium présentes dans un sol vivant, se fixant à ses racines et produisant des nodosités permettant les échanges avec le sol. Ses restes après arrachage contiendront également de l'azote assimilable dans le sol. Le sarrasin est capable de rendre assimilable une partie du phosphore du sol grâce aux mycorhizes. Une fois la plante détruite, les minéraux contenus dans celle-ci sont libérés et pourront être utilisés par les cultures suivantes ,.

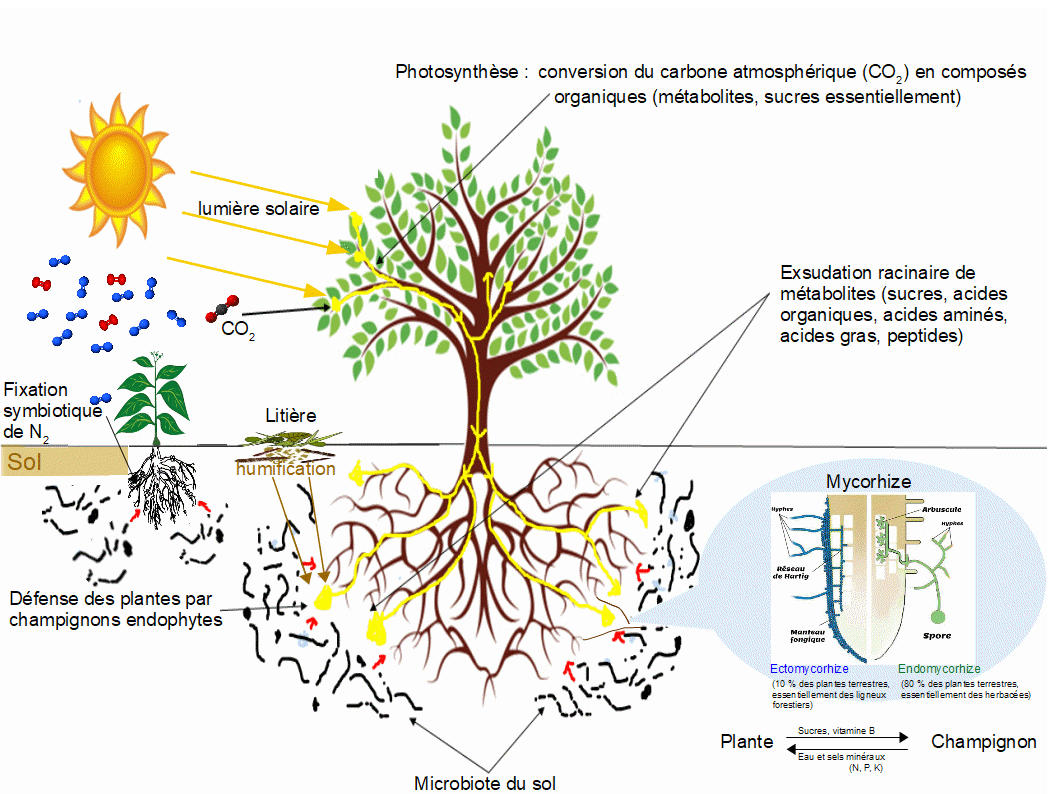
Le rôle du microbiote du sol est considérable et très varié : bactéries des légumineuses qui fixent l'azote atmosphérique, humification et minéralisation, mycorhization, défense des plantes par champignons endophytes…

La matière végétale facilement dégradable des engrais verts est une source de nourriture pour les micro-organismes et permet ainsi une augmentation de l'activité biologique du sol. Cette dégradation ne produira pas nécessairement une augmentation de l'humus, mais l'accroissement des activités biologiques par les micro-organismes entraînera une dégradation plus productive de l'humus stable et donc une augmentation des ressources minérales dans le sol. C'est pourquoi il faut qu'il y ait une certaine quantité de matière organique déjà présente dans le sol pour pouvoir observer ce phénomène.
Les racines des engrais verts, particulièrement celles des crucifères, vont créer des passages dans le sol et ainsi augmenter sa porosité. Ceci entraîne une meilleure aération, augmentant ainsi l’activité biologique des micro-organismes aérobiques.
De plus, certains passages créés par les racines des engrais verts peuvent être réutilisés par les racines des cultures suivantes qui pourront ainsi avoir accès plus facilement à l'eau ainsi qu'aux éléments nutritifs situés profondément. Un relais peut s'établir entre les racines des engrais verts et ceux des cultures principales et celles-ci pourront ainsi gagner en profondeur au fil des rotations, ce qui aura pour conséquence de leur donner accès à plus de ressources.
En plus de leur effet mécanique, les racines sont également une source de nourriture pour les vers de terre. Ceux-ci apportent plusieurs effets bénéfiques dans un champ comme, encore une fois, l'amélioration de son aération, mais également le brassage des éléments nutritifs.
La couverture végétale fournie par les engrais verts offre une protection du sol en servant d'interface entre celui-ci et l'atmosphère. Ainsi, le ruissellement et le lessivage occasionnés par la pluie sont considérablement restreints, ce qui réduit les pertes d'éléments nutritifs. Le sol est également protégé des rayonnements du soleil, ce qui lui permet d'avoir une température plus stable, réduit les évaporations d'eau et est donc plus propice pour les activités biologiques.
Les engrais verts peuvent également limiter l'établissement des mauvaises herbes en compétitionnant avec celles-ci pour les ressources ou en produisant des substances allélopathiques qui en limitent le développement.

## Intérêt comparé de quelques engrais verts
| Caractère | Rapidité d'installation                           | Rapidité d'installation            | Développement racinaire                                         | Développement racinaire                       | Système racinaire profond                                 | Système racinaire profond                          | Couvert végétal                                                 | Couvert végétal                                            | Couvert végétal                  | Équivalence au potager                |
| Action | Mécanique                                         | Biologique                         | Mécanique                                                       | Biologique                                    | Biologique                                                | Mécanique                                          | Physique                                                        | Biologique                                                 | Biologique                       | Équivalence au potager                |
| Fonction | Désherbante                                       | Désherbante                        | Structurante                                                    | Désherbante                                   | Réorganisante                                             | Fracturante                                        | Structurante                                                    | Ferilisant                                                 | Désinfectante                    |                                       |
| Effet | Concurrence directement et étouffe les adventices | Inhibe la germination d’adventices | Maintient et améliore la structure du sol et limite son érosion | Concurrence l’effet nitrophile des adventices | Ascenseur de nutriments, Limite le lessivage des nitrates | Aide à la fissuration du sol et limite son érosion | Limite le dessèchement l’érosion éolienne et la battance du sol | Enrichissement du sol en nutriments NPK (N100U,P30U,K150U) | Limite les maladies et ravageurs | Légumes de la même famille            |
| Brassicaceae (Crucifères) | Brassicaceae (Crucifères)                         | Brassicaceae (Crucifères)          | Brassicaceae (Crucifères)                                       | Brassicaceae (Crucifères)                     | Brassicaceae (Crucifères)                                 | Brassicaceae (Crucifères)                          | Brassicaceae (Crucifères)                                       | Brassicaceae (Crucifères)                                  | Brassicaceae (Crucifères)        | Brassicaceae (Crucifères)             |
| --- | ------------------------------------------------- | ---------------------------------- | --------------------------------------------------------------- | --------------------------------------------- | --------------------------------------------------------- | -------------------------------------------------- | --------------------------------------------------------------- | ---------------------------------------------------------- | -------------------------------- | ------------------------------------- |
| Colza fourrager | ++(+Ravenelle)                                    |                                    | +++                                                             |                                               | ++(+K,S)                                                  | +                                                  | +++                                                             | ++(+P)                                                     | ++(+S) Nématicide                | Chou, navet, radis, raifort, rutabaga |
| Moutarde blanche | ++(+Ravenelle)                                    |                                    | +++                                                             | ++(+Mouron,Ortie)                             | ++(+P,K,S)                                                | +                                                  | +++                                                             | ++(+P)                                                     | ++(+S) Nématicide                | Chou, navet, radis, raifort, rutabaga |
| Navet | ++(+Ravenelle)                                    |                                    | ++                                                              |                                               | ++(+P,K,S)                                                | ++                                                 | ++                                                              | ++(+P)                                                     |                                  | Chou, navet, radis, raifort, rutabaga |
| Radis chinois | ++(+Ravenelle)                                    |                                    | +++                                                             |                                               | ++(+P,K,S)                                                | ++                                                 | ++                                                              | ++(+P)                                                     | ++(+S) Nématicide                | Chou, navet, radis, raifort, rutabaga |
| Polygonacées |                                                   |                                    |                                                                 |                                               |                                                           |                                                    |                                                                 |                                                            |                                  |                                       |
| Sarrasin | +(++Rumex, Renouée)                               | +++                                | +                                                               | ++(+Mouron,Ortie)                             | +++(+P)                                                   |                                                    | ++                                                              |                                                            |                                  | Rhubarbe                              |
| Fabaceae (Légumineuses) |                                                   |                                    |                                                                 |                                               |                                                           |                                                    |                                                                 |                                                            |                                  |                                       |
| Fenugrec |                                                   |                                    | +++                                                             |                                               |                                                           |                                                    | +++                                                             | ++(+N)                                                     |                                  | Haricot, pois, fève, lentille, lupin  |
| Luzerne |                                                   |                                    | +++                                                             |                                               | +++                                                       |                                                    | ++                                                              | ++(+N)                                                     |                                  | Haricot, pois, fève, lentille, lupin  |
| Trèfle violet | -                                                 |                                    | ++                                                              |                                               |                                                           |                                                    | +++                                                             | ++(+N)                                                     |                                  | Haricot, pois, fève, lentille, lupin  |
| Vesce | -                                                 |                                    | ++                                                              |                                               |                                                           |                                                    | ++                                                              | ++(+N)                                                     |                                  | Haricot, pois, fève, lentille, lupin  |
| Hydrophyllacées |                                                   |                                    |                                                                 |                                               |                                                           |                                                    |                                                                 |                                                            |                                  |                                       |
| Phacélie | -                                                 |                                    | +++                                                             |                                               | ++                                                        |                                                    | +++                                                             |                                                            |                                  | Aucun                                 |
| Poacées (Graminées) |                                                   |                                    |                                                                 |                                               |                                                           |                                                    |                                                                 |                                                            |                                  |                                       |
| Avoine | +(++Chardon, Folle avoine)                        |                                    |                                                                 |                                               | +++                                                       | +++                                                |                                                                 | ++(-N,P)                                                   |                                  | Maïs doux                             |
| Moha |                                                   |                                    | ++                                                              |                                               | +++                                                       | +                                                  | ++                                                              | ++(-N,P)                                                   |                                  | Maïs doux                             |
| Ray-grass d'Italie | -                                                 |                                    | ++                                                              |                                               | +++                                                       | +                                                  | ++                                                              | ++(-N,P)                                                   | ++(+Piège) Hernie des crucifères | Maïs doux                             |
| Seigle | +(++Chiendent)                                    | +++                                |                                                                 |                                               | +++                                                       | +++                                                |                                                                 | ++(-N,P)                                                   |                                  | Maïs doux                             |
| Sorgho fourrager | +++                                               |                                    |                                                                 |                                               |                                                           |                                                    |                                                                 | ++(-N,P)                                                   |                                  |                                       |
| Légende : - Peu favorable + Favorable ++ Assez favorable +++ Très favorable (+ou- en particulier en Azote-N, Phosphore-P, Potassium-K, Soufre-S ou/et autres) |                                                   |                                    |                                                                 |                                               |                                                           |                                                    |                                                                 |                                                            |                                  |                                       |

## Guide
En 2017, l'Institut technique de l'agriculture biologique français a publié un guide de choix des couverts d'interculture (généralement traités en engrais verts mais parfois récoltés).

## Limites
Dans la plupart des cas, pour optimiser l’efficacité des engrais verts, il est conseillé d'éviter de remettre des plantes de la même famille au même endroit. L'implantation des engrais verts doit suivre les règles générales de composition de rotation des cultures (Voir Rotation culturale#Avantages).